# Abraham Brueghel
Abraham Brueghel (ou Bruegel) (Antuérpia, 1631 - Nápoles, 1697) foi um pintor flamengo que trabalhou na Itália durante a maior parte de sua vida. Especializou-se na pintura de flores e de naturezas-mortas.

## Vida e obra
Segundo e mais dotado dentre os cinco filhos de Jan Brueghel, o Jovem, e de Anna Maria Janssens, continuadores da dinastia dos Brueghel, Abraham teve as primeiras lições de pintura com o pai. Em sua aprendizagem, sofreu também influências de artistas como Frans Snyders e Jan Fyt - responsáveis por uma bem sucedida síntese entre elementos do caravaggismo e suntuosidade rubensiana. Aos 15 anos vendeu sua primeira tela e aos 23 tornou-se mestre na guilda de pintores de Antuérpia. Aos 26 anos, partiu para Roma.
Documentos de época parecem confirmar as tradicionais descrições de seu temperamento boêmio, típica dos artistas transalpinos ativos na Roma seiscentista. Sabe-se, por exemplo, que em 1661 o pintor foi ferido na cabeça em uma rixa com Francesco Chiavetti. Em 1662, Abraham partiu de Roma, talvez para Messina. Em 1664, retornou à cidade, onde travou amizade com os franceses Nicolas Poussin e Claude Lorrain. Já em contato com Antonio Ruffo, príncipe de Messina, tornou-se, em Roma, seu agente e conselheiro de sua coleção. Entre 1667 e 1668, trabalhou em Messina. Retornando posteriormente a Roma, estabeleceu vínculos profundos no ambiente artístico da cidade, chegando a realizar trabalhos em parceria no gênero de retratos com flores, em voga no período.

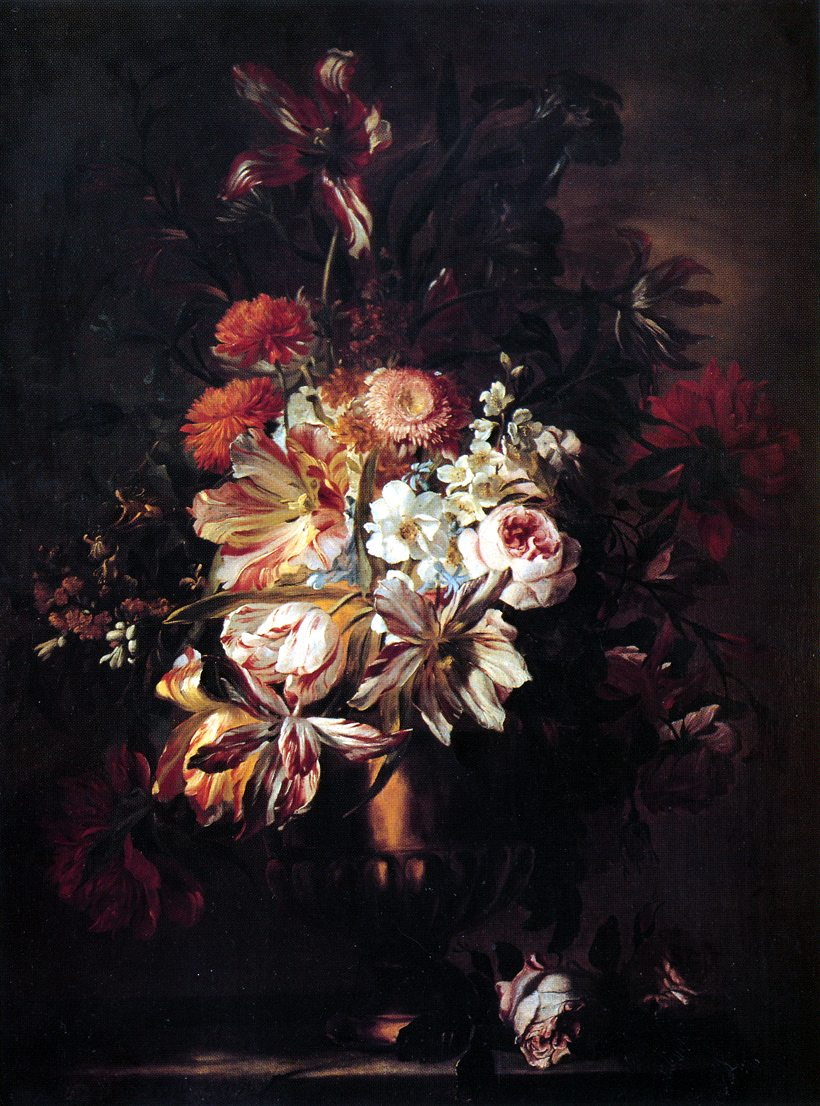
Buquê de flores (1670). Coleção particular, Roma.

Em 1666, casou-se com Angela Buratti, possivelmente filha do escultor Francesco Baratta, o Velho, discípulo de Bernini. Ao lado de Baciccia, executou o retrato de Maria Mancini, em 1668, mesmo ano em que a retratada é obrigada a abandonar Roma em consequência de suas aventuras amorosas. Dois anos depois, Abraham ingressou na Academia de São Lucas, onde obteve o prestigioso título de Virtuoso al Pantheon. Morando em Via di Ripetta, foi vizinho de Giovanni Paolo Castelli, também pintor de naturezas-mortas.
Em 1675, mudou-se para Nápoles, onde viverá até sua morte. Sua atividade napolitana lhe granjearia ainda maior reputação e contribuiria para influenciar decisivamente a pintura italiana de naturezas-mortas. Já em 1695, Andrea Petrucci referiu-se a ele como o maior pintor do gênero, ao lado de Ruoppolo, Giuseppe Recco e Luca Giordano. A amizade de Abraham com as famílias Ruoppolo e Recco lhe incentivaram a superar as reminiscências flamengas em sua produção o que, não obstante, jamais ocorreu. Ao contrário: Abraham influenciou a pintura de natureza-morta napolitana a superar certas idiossincrasias regionais e a integrar-se de forma mais plena ao barroco internacional.
Abraham Brueghel foi o pintor estrangeiro mais bem sucedido na Itália do século XVII. O apreço por suas obras lhe permitiu angariar uma imensa fortuna que seu filho, Gaspard, pintor medíocre, logo dissiparia.